# Calliactis androgyna
Calliactis androgyna är en havsanemonart som beskrevs av Riemann-Zürneck 1975. Calliactis androgyna ingår i släktet Calliactis och familjen Hormathiidae. Inga underarter finns listade i Catalogue of Life.